# Elaeodopsis girardi
Elaeodopsis girardi là một loài bướm đêm trong họ Noctuidae.